# 握手でグッバイ
『握手でグッバイ』（あくしゅでグッバイ）は、北川剛1枚目のスタジオ・アルバム。1983年12月1日発売。発売元はRVC。LP盤の規格品番はRHL-8354。
2012年12月7日、ソニー・ミュージックダイレクトより『握手でグッバイ+4』のタイトルで初CD-DA化。CD盤の規格品番はDYCL-348。

## 解説
俳優としてデビューした北川剛が残した唯一のスタジオ・アルバム。
シングル・レコード「握手でグッバイ／センチメンタル・ハーバー」（1983年9月5日発売、RHS-116）が収録。
ソニー系列のECサイト「Sony Music Shop」内のオーダーメイドファクトリーで商品化が決定、2012年に初CD化された。
当CDは、アルバム未収録「夢うつつ／ポータブルラジオが歌ってた」（1984年1月21日発売、RHS-134）、「ヒーロー HOLDING OUT FOR A HERO／サマーナイト・コール」（1984年5月21日発売、RHS-151）2枚のシングル・レコード4曲がボーナス・トラックとして収録。北川剛の全音源が収録されたことになる。

## 収録曲
- レコードではM-1〜M-5がA面、M-6〜M-10がB面
- M-11〜M-14はCD化の際のボーナス・トラック[3]
- 全曲編曲：川村栄二（特記以外）

1. 席はあるかい（3分06秒）
  - 作詞:松任谷由実　作曲:梅垣達志
2. 口笛っぽく…ネ（4分34秒）
  - 作詞: 牛次郎　作曲: 宇崎竜童
3. ロンリー・ゲーム（4分16秒）
  - 作詞: 下田逸郎　作曲: 木森敏之
4. 涙の奥でさわやかに（3分00秒）
  - 作詞: 牛次郎　作曲: 宇崎竜童
5. 握手でグッバイ（4分11秒）
  - 作詞: 松本隆　作曲: 宇崎竜童
6. 危険なリンゴ（3分34秒）
  - 作詞: 松本隆　作曲: 筒美京平
7. 背中で閉じたドア（3分23秒）
  - 作詞: 松本隆　作曲: 宇崎竜童
8. 風が吹く（Take A Chance）（3分43秒）
  - 作詞: 下田逸郎　作曲: 木森敏之
9. センチメンタル・ハーバー（3分55秒）
  - 作詞: 下田逸郎　作曲: 木森敏之
10. サンセット・ビーチ（3分47秒）
  - 作詞・作曲: 宇崎竜童
11. 夢うつつ（3分37秒）
  - 作詞: 松本隆　作曲: 宇崎竜童、編曲: 飛澤宏元
12. ポータブルラジオが歌ってた（3分10秒）
  - 作詞: 松本隆　作曲: 宇崎竜童
13. ヒーロー HOLDING OUT FOR A HERO（4分31秒）
  - 作詞: Dean Pitchford　日本語詞:売野雅勇　作曲: Jim Steinman　編曲: 飛澤宏元
14. サマーナイト・コール（3分41秒）
  - 作詞: 売野雅勇　作曲: 宇崎竜童二